# Église catholique libérale
 (juillet 2021).
Si vous disposez d'ouvrages ou d'articles de référence ou si vous connaissez des sites web de qualité traitant du thème abordé ici, merci de compléter l'article en donnant les références utiles à sa vérifiabilité et en les liant à la section « Notes et références ».
L'Église catholique libérale (ECL), connue dans le monde sous l'appellation anglaise The Liberal Catholic Church (LCC), est une Église catholique indépendante, un mouvement religieux d'inspiration occultiste théosophique,. Il existe aujourd'hui deux Églises qui portent le nom d'Église catholique libérale : l'Église catholique libérale internationale et l'Église catholique libérale de la Province des États-Unis d'Amérique 

## Historique

### Les débuts
L'évêque fondateur de l'Église catholique libérale est James Ingall Wedgwood qui était un théosophe et Franc-Maçon. Il a été ordonné prêtre dans l'Église vieille-catholique romaine le 22 juillet 1913 par Arnold Harris Matthew. L'Église catholique libérale a ainsi sa succession apostolique par le biais indirect de l'Église vieille-catholique. Pour se rapprocher de Rome, Arnold Harris Matthew cesse toutes relations avec l'Union d'Utrecht et conseille à ses fidèles de démissionner de la Société théosophique. Cet avis n'est pas pris au sérieux par beaucoup de membres de l'Église qui se séparent alors de Matthew.
James Ingall Wedgwood est consacré évêque le 13 février 1916 par Frederick Samuel Willoughby, Rupert Gauntlet et Robert King qui avaient été eux-mêmes consacrés par Matthew. Il commence à organiser l'Église catholique libérale dont il devient le premier évêque-président. Wedgwood publie des articles dans la revue de la Société théosophique sur le cérémonial ainsi que dans d'autres revues.
Ces écrits intéressent Charles Webster Leadbeater, un ancien prêtre anglican qui est consacré évêque à Sydney en 1916. Leadbeater est devenu le 2e évêque-président de l'Église catholique libérale. En 1918, le nom d'Église catholique libérale est définitivement adopté.

### Schisme de 1941
En 1941, il y eut un schisme dans l'Église catholique libérale aux États-Unis, autour d'une controverse impliquant Charles Hampton qui, alors qu'il était lui-même un théosophe, tient à ce que le clergé ne soit pas obligatoirement théosophe. Cela en conformité avec l'intention initiale des fondateurs de l'église qui, bien qu'ils aient été théosophes, voulaient que l'église reste ouverte à tous.
La controverse autour de l'évêque Hampton a conduit à une bataille juridique aux États-Unis qui a finalement scindé l'ECL en deux entités prétendant chacune être l'Église catholique libérale. Frank W. Pigott, 3e Évêque-président de l'Église en Angleterre, plus attachée à la Théosophie a destitué Hampton et ordonné la confiscation de certains biens de l'Église.
À l'époque, la majorité des catholiques libéraux aux États-Unis appuient Hampton et voient son éloignement et remplacement comme une violation du droit canonique et de certaines lois de la Californie, siège de l'Église. Ces membres du clergé ont continué sur leur propre initiative et ont remporté le droit d'être appelé Église catholique libérale aux États-Unis (tout en étant appelée Église catholique libérale internationale dans le reste du monde). Ceux qui ont suivi Pigott en Angleterre furent reconnus comme membres de l'Église catholique libérale de la Province des États-Unis d'Amérique. 
Après le retrait de Frank W. Pigott comme évêque-président, certains des membres du clergé de l'Église catholique libérale internationale sont retournés dans l'Église catholique libérale de la Province des États-Unis d'Amérique. Hampton est décédé avant que le litige ne soit réglé. Alors que certains membres du clergé souhaitent une plus grande coopération entre les deux entités, elles existent toujours de façon indépendante.

## Doctrine
L'ECL[Laquelle ?] pratique la communion ouverte, à laquelle chacun qui le désire sincèrement, peut participer.[Quoi ?] Cette église veut se rattacher à une tradition historique (messe romaine tridentine en langue française). Son but est de combiner la forme extérieure catholique du culte avec son rituel et son occultisme théosophique. 
Elle se définit comme non dogmatique et affirme être attachée à la liberté intellectuelle et au respect de la conscience individuelle. Hommes et femmes accèdent à des ministères bien déterminés. L'église se veut également démocratique :
- L'Évêque Président est élu par les évêques.
- L'Évêque Président n'a pas d'autorité sur les autres évêques.
- Le gouvernement de l'ECL est aux mains du Synode, dont l'Évêque Président exécute les décisions.

## Organisation
L'ECL[Laquelle ?] est répartie, depuis 2005, en deux juridictions, dépendant de deux synodes. 
Le premier Synode Général Episcopal (Historique, qui n'accepte pas les femmes aux Saints Ordres), a depuis le 29 janvier 2006, Graham Wale comme Évêque-Président, succédant à Ian Hooker.
L'autre synode, qui admet les femmes tout comme les hommes dans l'intégralité des ordres et fonctions, a James Zinzow comme Évêque-Président succédant depuis juin 2011 à Maurice Warnon (1937-2011), lui-même successeur le 15 août 2005 de Tom Degenaars décédé le 14 juin 2005.